# 33e Europese Filmprijzen
De 33e uitreiking van de Europese filmprijzen (European Film Awards) waarbij prijzen worden uitgereikt in verschillende categorieën voor Europese films vond plaats op 12 december 2020. Vanwege de COVID-19-pandemie vond het evenement volledig online plaats.

## Winnaars en genomineerden
| Beste film | Beste filmkomedie |
| --- | --- |
| - Druk - Berlin Alexanderplatz - Boże Ciało - Martin Eden - The Painted Bird - Undine                                                                                        | - Un triomphe - Teräsleidit - Ventajas de viajar en tren |
| Beste regisseur | Beste scenario |
| - Thomas Vinterberg — Druk - Agnieszka Holland — Charlatan - Jan Komasa — Boże Ciało - Pietro Marcello — Martin Eden - François Ozon — Été 85 - Maria Sødahl — Håp           | - Thomas Vinterberg, Tobias Lind — Druk - Costa-Gavras — Adults in the Room - Damiano D'Innocenzo, Fabio D'Innocenzo — Favolacce - Martin Behnke, Burhan Qurbani — Berlin Alexanderplatz - Mateusz Pacewicz — Boże Ciało - Pietro Marcello, Maurizio Braucci — Martin Eden |
| Beste acteur | Beste actrice |
| - Mads Mikkelsen — Druk - Bartosz Bielenia — Boże Ciało - Viggo Mortensen — Falling - Goran Bogdan — Otac - Elio Germano — Volevo nascondermi - Luca Marinelli — Martin Eden | - Paula Beer — Undine - Ane Dahl Torp — Charter - Natasha Berezhnaya — DAU. Natasha - Andrea Bræin Hovig — Håp - Marta Nieto — Madre - Nina Hoss — Schwesterlein |
| Beste cinematografie | Beste montage |
| - Matteo Cocco — Volevo nascondermi | - Maria Fantastica Valmori — Il Varco - Once More Unto the Breach |
| Beste productieontwerp | Beste kostuums |
| - Cristina Casali — The Personal History of David Copperfield | - Ursula Patzak — Volevo nascondermi |
| Beste make-up | Beste filmmuziek |
| - Yolanda Piña, Félix Terrero, Nacho Diaz — La trinchera infinita | - Dascha Dauenhauer — Berlin Alexanderplatz |
| Beste geluid | Beste visuele effecten |
| - Yolande Decarsin, Kristian Selin Eidnes Andersen — Petite fille | - Iñaki Madariaga — El hoyo |
| Beste documentaire | Beste animatiefilm |
| - Colectiv - Acasa, My Home - Gunda - Petite fille - Saudi Runaway - The Cave                                                                                                | - Josep - Calamity, une enfance de Martha Jane Cannary - Klaus - Nos ili zagovor netakikh |
| Beste debuutfilm (Prix Fipresci) | |
| - Sole - Pun mjesec - Gagarine - Instinct - Izaokas - Jumbo | |

### Publieksprijzen
| European University Film Award (EUFA)                                |  |
| -------------------------------------------------------------------- |  |
| - Saudi Runaway - Druk - Berlin Alexanderplatz - Boże Ciało - Slalom |  |